# Le Torrent (film, 2012)
Pour les articles homonymes, voir Le Torrent.
Pour plus de détails, voir Fiche technique et Distribution.
Le Torrent est un film dramatique québécois réalisé par Simon Lavoie, sorti en 2012.

## Synopsis
François, un jeune homme, vit dans une région sauvage et isolée avec Claudine, sa mère. Femme autoritaire et despote, elle a toujours dominé son fils et veut maintenant en faire un curé. Mais François a d'autres aspirations et, quand il refuse d'entrer au séminaire, il entre en rébellion violente contre sa mère.

## Fiche technique
- Titre : Le Torrent
- Réalisation : Simon Lavoie
- Scénario : Simon Lavoie, d'après la nouvelle Le Torrent par Anne Hébert
- Directeur de la photographie : Mathieu Laverdière
- Montage : Nicolas Roy
- Musique : Normand Corbeil
- Direction artistique : Éric Barbeau
- Costumes : Francesca Chamberland
- Producteur : Jacques Blain et Sylvain Corbeil
- Production : Lusio Films et Metafilms
- Distribution : Remstar
- Pays :  Canada ( Québec)
- Genre : Drame
- Durée : 153 minutes
- Sortie :
  -  Canada ( Québec) : 15 octobre 2012 (première) ; 24 octobre 2012 (en salles)
  -  France : 9 novembre 2012

## Distribution
- Victor Andrés Trelles Turgeon : François
- Laurence Leboeuf : Amica
- Dominique Quesnel : Claudine
- Marco Bacon : le colporteur